# Juan Diego Solanas
Juan Diego Solanas (Buenos Aires, Argentina, 4 de noviembre de 1966) es un director de cine, productor, fotógrafo y guionista argentino.

## Biografía
Solanas nació en 1966 en Buenos Aires, Argentina, hijo del famoso cineasta y político argentino Fernando Ezequiel Solanas, más conocido como Pino Solanas. En 1977 se exilió con su padre a Francia y allí estudió historia del arte y dio rienda suelta a su pasión: la fotografía.
Tras finalizar sus estudios, Solanas se inició en el mundo del cine con Félix Monti, director de fotografía de las películas de su padre, trabajando como su ayudante en el largometraje "Sur". En 1998, colaboró con su padre en la película "La Nube", en la que fue el director de fotografía, mientras continuaba simultáneamente con su puesto en Francia como fotógrafo de documentales, filmes para televisión y anuncios.
En el año 2000 escribió, dirigió y produjo su primer cortometraje "L'homme sans tête" (El hombre sin cabeza), un proyecto que le llevó cuatro años de realización y le hizo ganador del premio al mejor cortometraje en el Festival de Cannes de 2004, aparte de otros premios y nominaciones como los Oscar de 2005. Su siguiente trabajo, y primer largometraje, fue Nordeste estrenado en 2005, entre la ficción y el documental, el director argentino hace un alegato real sobre el tráfico de niños. También fue galardonado con varios premios internacionales como el Caballo de Bronce a la mejor película en el Festival de Estocolmo de 2005.
Su tercer filme "Upside Down" se estrenó en 2012 y fue protagonizado por Jim Sturgess y Kirsten Dunst. El guion fue escrito por Juan Diego Solanas y otro escritor argentino, Santiago Amigorena. Esta película fue una producción independiente que no disponía del apoyo de los grandes estudios y fue subvencionada con preventas, contó con un presupuesto de 60 millones de dólares, haciendo que sea la película más cara dirigida por un director argentino. Obtuvo 2 nominaciones a mejor fotografía y efectos visuales en los premios Canada Screen Awards.
En 2019 estrenó su último proyecto, La ola verde (Que sea ley), un documental que recoge los años de lucha del movimiento feminista argentino, caracterizado por llevar un pañuelo verde, que exige aborto libre y seguro para todas las mujeres del país. El documental registra casos en primera persona de mujeres de toda Argentina y testimonios de activistas, expertos y hasta de curas católicos. Ha sido galardonado con el premio "Otra mirada" en el Festival de San Sebastián de 2019, también ha sido nominado a los Premios Cóndor de Plata 2020 al mejor documental.

## Filmografía
- Que sea ley - 2019
- Upside Down (Un amor entre dos mundos) - 2012
- JacK Waltzer: On the Craft of Acting - 2011
- Nordeste - 2005
- L'Homme sans tête (El hombre sin cabeza) - 2003

## Premios y nominaciones
César al mejor cortometraje 2004
- L'homme sans tête, ganadora

Academia de Artes y Ciencias Cinematográficas de la Argentina Premios 2019
- Que sea ley nominada al Premio al Mejor Documental.

Festival Internacional de Cine de Bergen 2019
- Juan Solanas nominado al Premio Checkpoints por Que sea ley.

Festival Internacional de Cine de Busan 2019
- Que sea ley ganadora del Premio Cinéfilo a la mejor película documental.

Festival de Cine de Cannes 2019
- Juan Solanas nominado al Premio Ojo de Oro por Que sea ley.

Festival Internacional de Cine de San Sebastián 2019
- Que sea ley ganadora del Premio Otra mirada, de Televisión Española.